# Internationell politik
Internationell politik är den statsvetenskapliga gren där politiska relationer över statsgränser studeras. Ibland skiljer sig den statsvetenskapliga definitionen av internationell politik från den vardagliga. Inom statsvetenskapen avser man främst det politiska spelet mellan stater, medan kunskap om politiken och de politiska systemen i andra länder räknas till underdisciplinen jämförande politik.

## Internationella relationer
Internationell politik är del av det större området internationella relationer vilket lätt kan leda till missuppfattningar vid exempelvis läsning av anglosaxisk litteratur då distinktionen mellan de olika begreppen inte är lika tydlig som i svenskan.
Inom akademin är internationella relationer en teoridriven disciplin, till skillnad från andra statsvetenskapliga discipliner som betonar empiri. Två av de centrala teorierna är realism och liberalism. Två historiska händelser har haft särskilt stort inflytande över disciplinen. Först det kalla kriget och den bipolära världsordningen, då Sovjetunionen och USA var ledande supermakter som utövade ekonomiskt, politiskt och militärt inflytande i stora delar av världen. Den andra historiska händelsen är Berlinmurens fall vilket resulterade i en fullständigt unipolär världsordning med USA som ledande supermakt. Allt fler professorer och forskare menar att vi är på väg in i en multipolär värld, med flera olika geopolitiska intressesfärer som utövar självständighet. Den drivande kraften bakom förändringen är omdebatterad, men en ofta nämnd anledning är Kinas ekonomiska tillväxt sedan Deng Xiaopings reformer.
Ett centralt begrepp är aktörer. Den centrala aktören i statsvetenskapen generellt är nationalstaten, där fokus ligger på interna och mellanstatliga ageranden. Internationella relationer fokuserar istället på ett större antal aktörer, till exempel nationalstater, mellanstatliga organisationer, multinationella företag, transnationella rörelser i civilsamhället.